# Франческо ді Джорджо ді Мартіні
Франческо Мауріціо ді Джорджо ді Мартіно (італ. Francesco di Giorgio Martini; 1439 — 29 листопада 1501) — італійський художник Сієнської школи, скульптор, архітектор, винахідник, військовий інженер.

## Життєпис
Франческо ді Джорджо народився в Сієні у 1439 році (згідно з архівними документами, був хрещений 23 вересня 1439 року) в родині Джорджо ді Мартіно дель Віва, чиновника, який обіймав невиличку посаду в сієнській міській адміністрації.
На початку 1460-х років Франческо поступив в майстерню Лоренцо ді П'єтро дель Векк'єтти, художника, скульптора і військового архітектора. У 1463–1464 роках він разом зі вчителем відвідав Флоренцію та Рим, де ознаймився з досягненнями тамтешних майстрів.
У 1460-ті роках Мартіні вдосконалюється в інженерній та будівельній справі. У квітні 1469 року призначається на посаду operaio dei bottini, в обов'язки якого входила інспекція системи водопостачання Сієни, наглядом за станом підземних вод, криниць, водогонів, мостів, а також будівництвом фонтанів, якими він порадував мешканців Сієни під час міських фестивалів у 1470 і 1471 роках. 
Разом з Нероччо де Ланді у 1467 році організував Товариство живопису. Їх спільна діяльність тривала до 1475 року, коли Франческо ді Джорджо став працювати самостійно.
Франческо ді Джорджо і його колезі Паоло ді Андреа сієнський уряд доручив протягом трьох років збільшити водні запаси Сієни. Великі суми грошей, які він отримав за діяльність у цьому напрямку (у 1469 році — 3200 лір та у 1472 році — 3200 лір) свідчать про важливість його робіт для сієнського уряду, а також про високе становище Франческо в суспільстві. Він одночасно стає людиною, чиє ім'я відоме за межами Сієни.
У 1477 році Федеріго ді Монтефельтро, герцог Урбіно, запрошує майстра до себе на службу. Він став для герцога «довіреним радником», і за роки, проведені в Урбіно, йому довелося виконувати самі різні доручення — працював в Домському соборі (Урбіно), в герцогському палаці, будував різні фортифікаційні споруди, вигадував різні військові машини, а також виконував дипломатичні місії, навіть займався шпигунством. Його служба при дворі тривала до самої смерті Федеріго да Монтефельтро у 1482 році. Саме під час служби при дворі герцога Урбіно про ді Мартіні пішла слава по всій Італії. Його стали запрошувати «застосувати свій інтелект» герцог Калабрії Альфонсо, правитель Флоренції Лоренцо Медічі, герцог Міланський Джан Галеаццо Сфорца.
В цей час Франческо ді Джорджо був звинувачений у тому, що видав ворогам Сієни секрети військових споруд, його викреслили з реєстру громадян, а майно конфіскували. В цей час Франческо служив Джованні делла Ровере та виконував роботи в Кортоні, Губбіо, Анконі та Йєзі.
Він повернувся до Сієни наприкінці 1487 року, завдяки тому, що рідня його дружини прийшла до влади, і тому, що новий уряд Сієнської республіки приклав немало зусиль для його повернення та запропонував йому, в якості стимулу, 1000 флоринів. Франческо з сім'єю повернувся в Сієну у той же будинок на Пьяцца Сан Джованні, де він уже тепер значився жителем до самої своєї смерті у 1501 році, а його ім'я у 1488 році знову з'являється в податкових реєстрах з позначкою «ingegniere», тобто «інженер». Він був для сієнського уряду дуже потрібним фахівцем, оскільки був куратором найважливіших міських об'єктів —  фортифікаційних споруд, гребель і мостів, а також гірничих робіт.
З цього моменту мешкає у Сієні, де отримує замовлення від уряду як інженер — зводить фортифікаційні споруди, греблі і мости, здійснює гірничі роботи. Крім того, він виконував різні урядові доручення, як в області фінансів, за допомогою участі в різних спільних бізнес-проектах, так і в галузі дипломатії, яка завжди тісно пов'язана з шпигунством. З кінця літа 1487 архіви свідчать про його постійних поїздках з метою огляду споруд та інженерних консультацій по всій Італії, так що в Сієні він практично не жив. Але, цілком ймовірно, його консультації і огляди відбувалися не без важливих відомостей, отриманих у результаті сієнські урядом.
У 1490 році Франческо відбуває до Мілана до герцога Джан Галеаццо Сфорца. Тут брав участь у будівництві собору, давши цінні поради стосовно зведення купола. При дворі Сфорца Франческо познайомився з Леонардо да Вінчі, з яким затоваришував. Вони разом їздили до Павії, куди Франческо був запрошений для консультацій з приводу будівництва собору.
У 1491 році майстра запрошує Альфонсо, герцог Калабрії, для робіт у Неаполі, де Мартіні займався будівництома фортифікацій навколо Кастель-Нуово.
Після цього повертається до Сієни і працює в кафедральному соборі. У 1495–1497 роках Франческо створює для нього бронзові скульптури янголів. З 1498 року і до своєї смерті в 1501 році він служить на посаді Capomaestro («бригадир», «головний майстер»), в його обов'язки входило вирішення всіх мистецьких та архітектурних питань у головному Сієнському соборі.

## Творчість
Перші живописні твори Франческо датуються 1458–1460 роками — 3 невеликі панелі з сієнської пінакотеки і таволетта для сієнського казначейства.
Іншим прикладом ранньої творчості Франческо є портативна ікона "Св. Доротея" (бл. 1460, Лондон, Національна галерея). Зворушливий образ святої-мучениці веде за руку немовляти Христа з кошичком квітів, ймовірно, брали з собою в дорогу для здійснення молитов поза домом. До ранніх творів також відносять "Проповідь св. Бернардина" (1462—1463 рр., Галерея Уолкера, Ліверпуль).
До 1460-х років зараховують також невелику «Міфологічну сцену» із зібрання Бернсон (Сеттіньяно, вілла Таті), «Накладення ярма слухняності» (Стара Пінакотека, Мюнхен), панель кассоне «Тріумф Цнотливості» (бл. 1463–1468, Музей Пола Гетті, Лос-Анджелес), маленьке «Різдво» із зібрання Креса (1460–1465, Хай арт мюзеум, Атланта), і мініатюру фронтисписі манускрипту «De animalibus», яку одні дослідники вважають виконаною в 1463 році, інші в 1470.
У 1471 році монастир Монте Оліво Маджоре замовив фреску «Коронація Богородиці», у 1475 році для монастиря Сан-Бенедетто замовили Франческо вівтарну картину «Різдво» (Сієна, Пінакотека). У контракті спеціально обмовлялося, що Франческо ді Джорджо повинен узяти в її створенні безпосередню участь, і картина повинна бути виконана якісно. У сцені Різдва він написав всі основні фігури переднього плану — у них помітна чудова гра світла.
У 1487 році, повернувшись до Сієну, художник працює над замовленнями, які надійшли з сіенского собору. Крім того він отримав велике замовлення на оформлення капели Бики в церкві Сант-Агостіно (1488–1494 рр.) Над цим проектом майстер працював разом Лукою Сіньйореллі, який за кілька років до того сприяв призначенню Франческо керівником будівництва церкви Санта-Марія дель Кальчінайо в Кортоні.
Для капели Бикі  Франческо ді Джорджо спроектував і частково написав дві фрески на бічних стінах, але закінчені вони були, ймовірно, його співробітниками. У 1494 році він взяв участь у створенні серії картин із зображенням великих мужів і жінок давнини, більшу частину якої приписують руці Майстра історії Грізельди. Крім цих двох митців у створенні серії відзначилися Маттео ді Джованні, Нероччо де Ланді і П'єтро Оріолі. Ймовірно Франческо брав участь тільки в початковій стадії цієї серії, написавши «Сципіона Африканського» (1494 р., Музей Барджелло, Флоренція).
Останнім його великим твором є створена між 1490 і 1495 роками для церкви Сан-Доменіко в Сієні велика вівтарна картина «Різдво», на якій можна бачити двох ангелів, явно запозичених у Боттічеллі, і пастухів, яких написав вже Бернардіно Фунгаі.
Творчість Франческо ді Джорджо як скульптора перебувала під сильним впливом флорентійця Донателло. Першим твором була дерев'яна статуя Іоанна Хрестителя, яку майстер створив у 1464 році.
Від Франческо ді Джорджо збереглося також декілька бронзових барельєфів: «П'єта» у церкві Карміне у Венеції (1477), «Бичування Христа» у галереї Перуджі (близько 1480), «Святий Ієронім у пустелі» (1485) і «Суд Паріса» (1475—1485) у Національній Галереї мистецтв у Вашингтоні, а також стукковий рельєф «Алегорія незгоди» (близько 1480) з музею Вікторії та Альберта у Лондоні та теракотовий поліхромний рельєф «Мадонна з немовлям і ангелами» з церкви Сан-Себастьяно ін Валлепьятта під Сієною (близько 1474). У рельєфах відчувається вплив Андреа дель Верроккйо. Крім того, він виготовляв бронзові медалі із зображенням різних правителів та святих.
Протягом своєї кар'єри він брав участь в безлічі архітектурних проектів, але не всі результати його праць збереглися. Ймовірно, першим досвідом Франческо як архітектора була участь у будівництві невеликої церкви Санта-Марія делле Неві, розташованої в центральній частині Сієни. Він також брав участь у роботах з розширення базиліки Сан-Франческо в Сієні, що проводилися в 1475–1482 роках. У 1474 році він будував герцогський палац у Меркателло, 1476 року керував спорудженням міської ратуші в Кальї, Палац Старійшин в Анконі у 1484 році, у 1486 будував палац Сеньйорії в Йезі.
Під час служби при дворі герцога Урбіно Федеріго да Монтефельтро Франческо брав участь у реконструкції і внутрішньому оформленні його палацу, побудував в околицях Урбіно собор, монастир та церкву Сан-Бернардіно, а також монастир кларисок та церкву Санта-К'яра (Св. Клари), брав участь у будівництві та оформленні інтер'єру герцогської резиденції в Губбіо.
Справжнім шедевром серед архітектурних творів майстра є церква Санта-Марія дель Кальчінайо (Санта-Марія делле Грація), побудована в Кортоні упродовж 1485—1515 років, вже після смерті Франческо, і вирізняється як ясністю зовнішніх форм, так і гармонією внутрішнього устрою. Будівництво її велося на пересіченій місцевості, на схилі, по якому протікав струмок. Франческо створив інженерний проект, що дозволив вирішити всі проблеми, стежив за будівництвом, але, на жаль, закінчення його дочекатися майстру не вдалося. Згодом будівлю церкви було перебудовано.
1493 року Франческо ді Джорджо взяв участь у проектуванні та будівництві церкви Сан-Себастьяно в Валлепьятта, під Сієною, а в 1489—1495 роках будував Палаццо Канчеллерія у Римі. Однак крім цивільної та церковної архітектури, він займався архітектурою військовою, у проектуванні якої особливо відзначився, і тому був бажаним гостем для багатьох правителів. Він побудував або перебудував безліч фортець. В одній лише провінції Марке таких об'єктів налічують одинадцять. Серед них побудований на скелі укріплений замок Сан-Лео, і фортеця Сассокорваро.
Підсумком його будівельного досвіду та роздумів став трактат «Громадянська і військова архітектура». У цій праці Франческо ді Джорджо спирався як на класичну римську архітектуру — ідеї Вітрувія, так і на тогочасні досягнення. Трактат був створений приблизно в 1482—1486 роках, і забезпечений малюнками, зробленими рукою автора. Вперше опублікований у 1841 році.

## Родина
3 листопада 1467 року одружується з представницею роду Компаньятіко, яка померла у 1468 році під час пологів. у 1469 році вдруге одружився з представницею мистецького роду Ланді, заможна родина якої належала партії Новескі. Придане нареченої склало 300 флоринів. Друга дружина Франческо народила 9 дітей, переважно доньок.